# Joaquín Almunia
José Joaquín Almunia Amann (Bilbao, Vizcaya, 17 de junio de 1948) es un político y economista español. Fue comisario de economía de la Unión Europea desde el 26 de abril de 2004 hasta el 27 de noviembre de 2009, cuando el presidente de la Comisión Europea, el portugués José Manuel Durão Barroso le encomendó una vicepresidencia y las riendas de la cartera de Competencia. Es además un destacado miembro del Partido Socialista Obrero Español (PSOE).

## Biografía

### Inicios
Almunia nació en Bilbao, está casado y tiene dos hijos. Estudió Derecho y Ciencias Económicas en la Universidad Comercial de Deusto. Completó estudios de posgrado en la Escuela Práctica de Estudios Superiores en París y el programa de "Senior managers in Government" en la Escuela de Gobierno Kennedy en la Universidad de Harvard. Fue profesor asociado de Derecho laboral y de la Seguridad Social en la Universidad de Alcalá de Henares. Entre 1972 y 1975, fue economista en la Oficina de las Cámaras de Comercio Españolas en Bruselas.

### Trayectoria

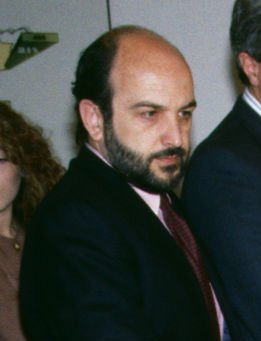
Fotografiado en mayo de 1990

Almunia fue el responsable de economía del sindicato socialista UGT entre 1976 y 1979. Almunia fue desde entonces y hasta 2004, diputado socialista por la Circunscripción electoral de Madrid. Durante los gobiernos de Felipe González fue ministro dos veces: de 1982 a 1986 de Trabajo y Seguridad Social; y de 1986 a 1991 de Administraciones Públicas. 
Almunia fue el responsable de los informes "Igualdad y Redistribución de Renta" de la Fundación Argentaria de 1991 a 1994. 
Fue también portavoz parlamentario de su partido en el periodo 1994-1997. En 1997, tras el anuncio de Felipe González en el XXXIV Congreso del partido de que no se presentaría a la reelección, Almunia fue elegido su sucesor en la Secretaría General. No obstante, en las elecciones primarias celebradas el 24 de abril de 1998, fue derrotado con gran sorpresa por un 55% de votos por Josep Borrell, exministro de Obras Públicas con Felipe González, que acabó renunciando en favor de Almunia, debido a la falta de apoyo de la dirección y a su supuesta responsabilidad en un escándalo de fraude fiscal de Ernesto Aguiar y José María Huguet, dos antiguos colaboradores suyos cuando era secretario de Hacienda.
En 2000, fue candidato a la Presidencia en las Elecciones Generales, obteniendo 7.918.752 votos (el 34,1%), con lo que su partido bajó a 125 diputados.
Dimitió del cargo tras la mayoría absoluta lograda por el Partido Popular, dejando el PSOE en manos de una gestora presidida por Manuel Chaves, que se llamó Comisión Política, la cual organizó el XXXV Congreso en el que José Luis Rodríguez Zapatero fue elegido secretario general. Permaneció como diputado por Madrid, cargo que repite tras ser el número tres en la lista del PSOE por Madrid en las elecciones generales de 2004. Sin embargo, renuncia a su escaño para sustituir a Pedro Solbes como comisario español en Bruselas. Fue director del Laboratorio de la Fundación Alternativas, pero fue sustituido por Juan Manuel Eguiagaray. Desde 2010 hasta 2014 fue vicepresidente de la Comisión Europea y comisario europeo de Competencia.

## Cargos desempeñados
- Diputado por Madrid en el Congreso de los Diputados (1979-2004)
- Ministro de Trabajo y Seguridad Social (1982-1986)
- Ministro de Administraciones Públicas (1986-1991)
- Portavoz del PSOE en el Congreso (1994-1997)
- Secretario general del PSOE (1997-2000)
- Líder de la Oposición (1997-1998 y 1999-2000)
- Comisario europeo de Asuntos Económicos y Monetarios (2004-2010)
- Vicepresidente de la Comisión Europea y comisario europeo de Competencia (2010-2014)

## Distinciones
- Persona non grata en Vigo.[1]